# Hemiblabera tristis
Hemiblabera tristis är en kackerlacksart som beskrevs av Bonfils 1969. Hemiblabera tristis ingår i släktet Hemiblabera och familjen jättekackerlackor. Inga underarter finns listade i Catalogue of Life.